# Barbara Brix
|  | Aquest article tracta sobre la historiadora. Si cerqueu el municipi francès, vegeu «Brix». |

Barbara Brix (Breslau, Alemanya –actualment Wrocław a Polònia– 1941) és una historiadora alemanya.
Després de la segona guerra la seva família es va establir als afores de Dortmund i després Barbara se'n va anar a viure a la ciutat d'Hamburg on va ensenyar història a l'ESO Klosterschule.
Poc abans de jubilar-se el 2006 va descobrir per atzar que son pare, Peter Kröger (1912-1980) no només va ser un metge militar que va servir a la Wehrmacht per a tractar els soldats ferits, però també va ser un membre actiu de les Einsatzgruppen, la milícia que seguia l'exèrcit per a «netejar» les terres ocupades i assassinar totes les persones indesitjades: jueus, gitans i persones amb discapacitat.
De mitjan 2007 fins a 2008 va passar un any com a voluntària del Servei d'Acció Reconciliació per la Pau al memorial de Ribesaltes, prop de Perpinyà, a la Catalunya del Nord. És membre de la junta de l'Amicale Internationale KZ Neuengamme i fa molts anys que hi participa en el treball de memòria.

És membre del grup Mémoire à quatre voix (Memòria a quatre veus), compost de dos fills de deportats que van morir a Neuengamme (Yvonne Cossu-Alba, filla del resistent Robert Alba, i Jean-Michel Gaussot) i dos fills de perseguidors nazis (la mateixa Brix i Ulrich Gantz) que es dediquen a un treball conjunt de memòria per advertir contra les ideologies nacionalistes. Propaguen la idea que 
| « | Els fills dels resistents no poden presumir dels actes heroics dels seus pares, els fills dels perseguidors no s'han de sentir culpables dels crims dels seus pares. | » |

Publicacions
- Land, mein Land, wie leb'ich tief aus dir: Dr. Walter Bacher, Jude, Sozialdemokrat, Lehrer an der Klosterschule (1997)[7]